# Theodor Rensing
Theodor Rensing (* 1. August 1894 in Leveringhausen; † 6. November 1969 in Münster) war ein deutscher Historiker und Denkmalpfleger.

## Leben
Theodor Rensing wuchs in der Bauerschaft Leveringhausen bei Waltrop auf. Er besuchte die Volksschule in Leveringhausen und ab 1904 das Humanistische Gymnasium Borbeck, an dem er 1913 das Abitur ablegte. Im Sommersemester 1913 begann er in Freiburg das Studium der neueren Sprachen und der Indogermanischen Sprachwissenschaft mit dem Nebenfach Geschichte. Er setzte es in München fort und musste es 1915 unterbrechen, weil er zum Kriegsdienst eingezogen wurde. 1918 nahm er sein Studium, jetzt mit dem Hauptfach Geschichte, in Münster wieder auf und schloss es 1921 mit der Promotion ab.
Anschließend war er als Buchhändler tätig, bis er am 1. Dezember 1933 als wissenschaftlicher Hilfsarbeiter beim Amt des Provinzialkonservators eingestellt wurde. 1938 wurde ihm die Leitung der Inventarisation übertragen. Im Jahr 1947 wurde er zum ordentlichen Mitglied der Historischen Kommission für Westfalen gewählt. Vom 1. Oktober 1949 an war er kommissarischer Leiter der Kulturpflegeabteilung bei der westfälischen Provinzialverwaltung.
Im Oktober 1952 wurde er als Nachfolger von Wilhelm Rave zum Landeskonservator ernannt.
Er war Mitglied der katholischen Studentenverbindungen KDStV Falkenstein Freiburg im Breisgau und AV Alsatia Münster.

## Schriften (Auswahl)
- Der Zweite Westfälische Landfrieden und seine Wirkungen unter der Regierung der Könige Wenzel und Ruprecht. Diss. Münster 1921.
- Johann Conrad Schlaun (= Westfälische Kunsthefte, Bd. 6). Friedrich Wilhelm Ruhfus, Dortmund 1936.
- Das Dortmunder Dominikanerkloster (1309–1816). Aschendorff, Münster 1936.
- Adolf von Vagedes. Coppenrath, Münster 1941.
- Der Kappenberger Barbarossa-Kopf. In: Westfalen, Jg. 32 (1954), S. 165–183.
- Der Meister von Schöppingen. Deutscher Kunstverlag, München und Berlin 1959.
- Baumeister neben und um Schlaun in den Bistümern Münster, Paderborn und Hildesheim. In: Kurfürst Clemens August, Landesherr und Mäzen des 18. Jahrhunderts. Du Mont Schauberg, Köln 1961, S. 182–287.
- Zur Genealogie der Gröninger. In: Alois Schröer (Hrsg.): Monasterium. Festschrift zum 700jährigen Weihegedächtnis des Paulus-Domes zu Münster. Verlag Regensberg, Münster 1966, S. 137–148.